# Romme (Fluss)
Die Romme (im Mündungsabschnitt Boire de Champtocé genannt) ist ein Fluss in Frankreich, der im Département Maine-et-Loire in der Region Pays de la Loire verläuft. Sie entspringt unter dem Namen Ruisseau du Druyer im nordwestlichen Gemeindegebiet von Bécon-les-Granits, entwässert anfangs nach Südost, schwenkt dann auf Südwest und erreicht bei Champtocé-sur-Loire das Loire-Tal. Hier erreicht sie einen ehemaligen Nebenarm der Loire, wendet sich nach Westen, verläuft die letzten fünf Kilometer unter dem Namen Boire de Champtocé und mündet nach insgesamt rund 32 Kilometern bei Ingrandes, im Gemeindegebiet von Ingrandes-Le Fresne sur Loire, als rechter Nebenfluss in die Loire. Auf ihrem Weg quert die Romme die Autobahn A11 und die Bahnstrecke Tours–Saint-Nazaire.

## Orte am Fluss
(Reihenfolge in Fließrichtung)
- Les Moirons, Gemeinde Saint-Clément-de-la-Place
- Bécon-les-Granits
- La Jallière, Gemeinde Saint-Augustin-des-Bois
- La Garenne, Gemeinde Val d’Erdre-Auxence
- Losse, Gemeinde Champtocé-sur-Loire
- Champtocé-sur-Loire
- Ingrandes, Gemeinde Ingrandes-Le Fresne sur Loire

## Sehenswürdigkeiten
- Château du Pin, Schloss aus dem 15. Jahrhundert am Flussufer, in der Gemeinde Champtocé-sur-Loire – Monument historique[4]
- Château de Gilles de Rays, Burgruine am Flussufer, in der Gemeinde Champtocé-sur-Loire – Monument historique[5]
- Dolmen de la Romme, steinzeitliche Artefakte am Flussufer, in der Gemeinde Champtocé-sur-Loire – Monument historique[6]